# Liste des mantes de Guyane
La liste des mantes de Guyane compte plus de 80 espèces réparties en 40 genres, 14 sous-familles et 6 familles appartenant à l'ordre des Mantodea qui ont été observées en Guyane.

## Acanthopidae
- Acanthopinae

- - Acanthops erosula Stal, 1877
  - Acanthops falcataria (Goeze, 1778)
  - Acanthops tuberculata Saussure, 1870
  - Metilia amazonica (Beier, 1930)
  - Metilia brunnerii (Saussure, 1871)
  - Pseudoacanthops spinulosa (Saussure, 1870)
- Acontiothespinae
  - Acontiothespis cayennensis (saussure & Zehntner, 1894)
  - Acontiothespis chopardi (Giglio-Tos, 1927)
  - Acontiothespis cordillerae (Saussure, 1869)
  - Acontiothespis maroniensis (Chopard, 1912)
- Callibia
  - Callibia diana (Stoll, 1813)
- Paratithrone
  - Paratithrone royi Lombardo, 1996
- Raptrix
  - Raptrix perspicua (Fabricius, 1787)

- Stenophyllinae
  - Stenophylla gallardi Roy, 2005
- Tithrone
  - Tithrone roseipennis(Saussure, 1870)

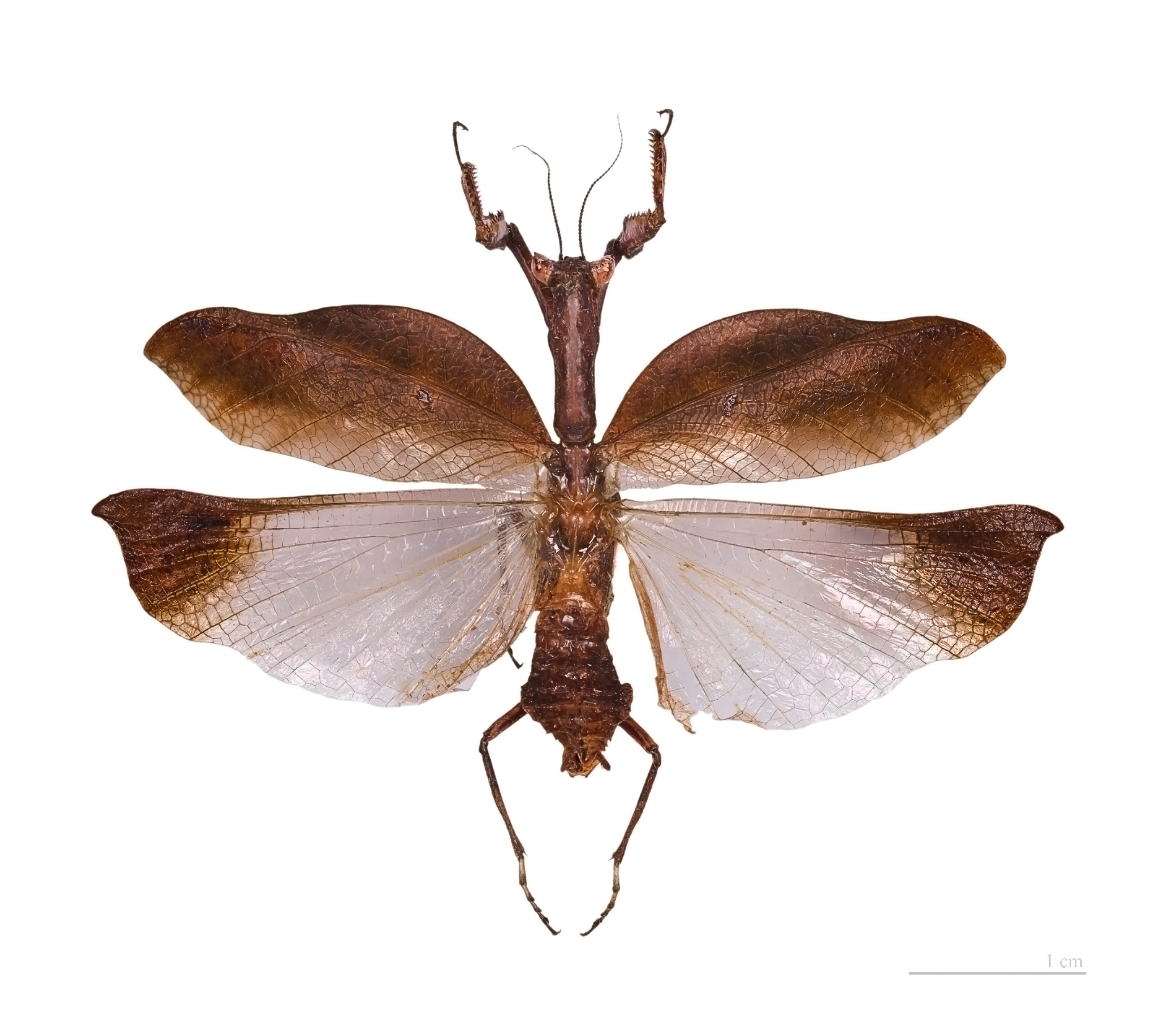
Metilia amazonica
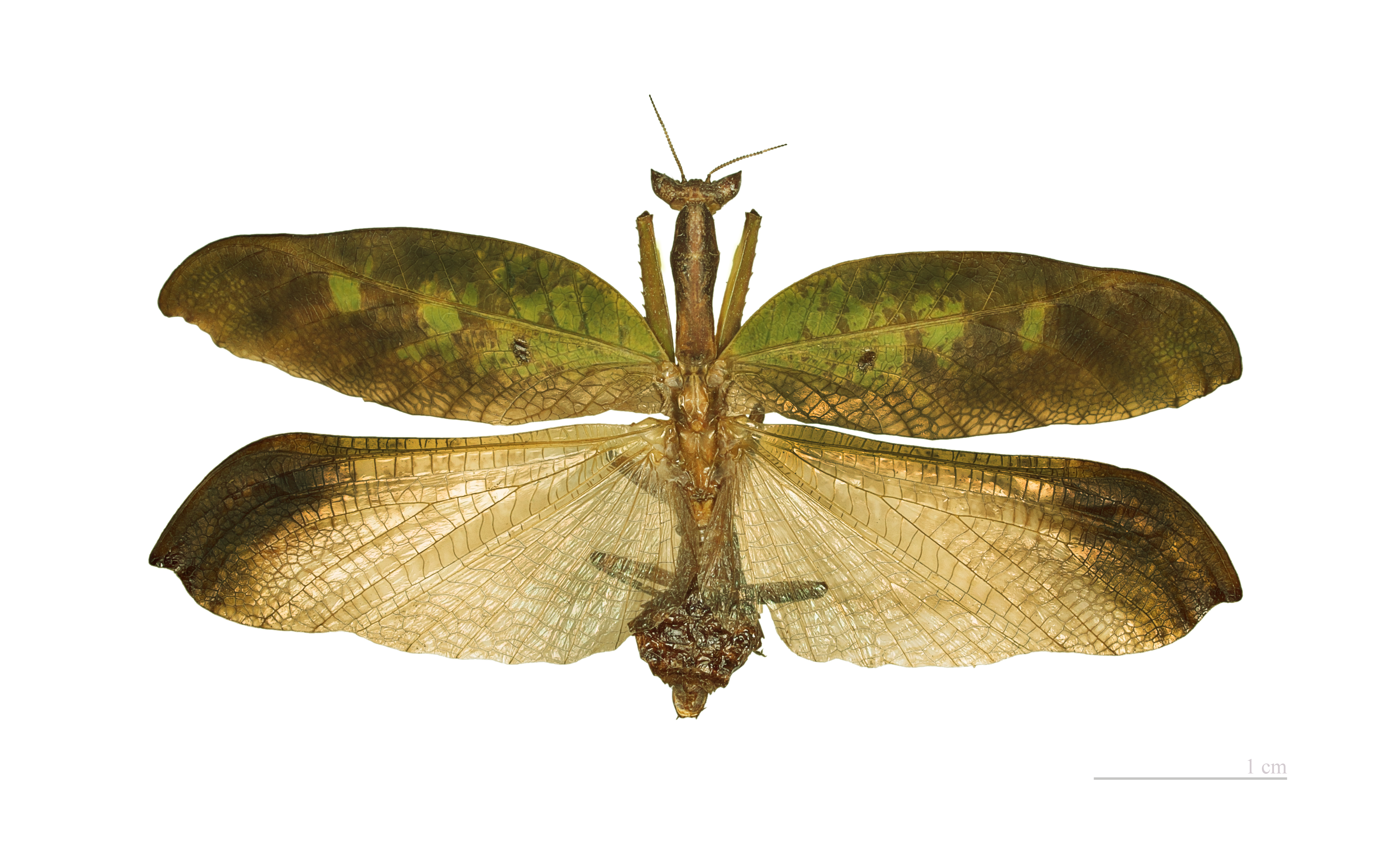
Metilia brunnerii
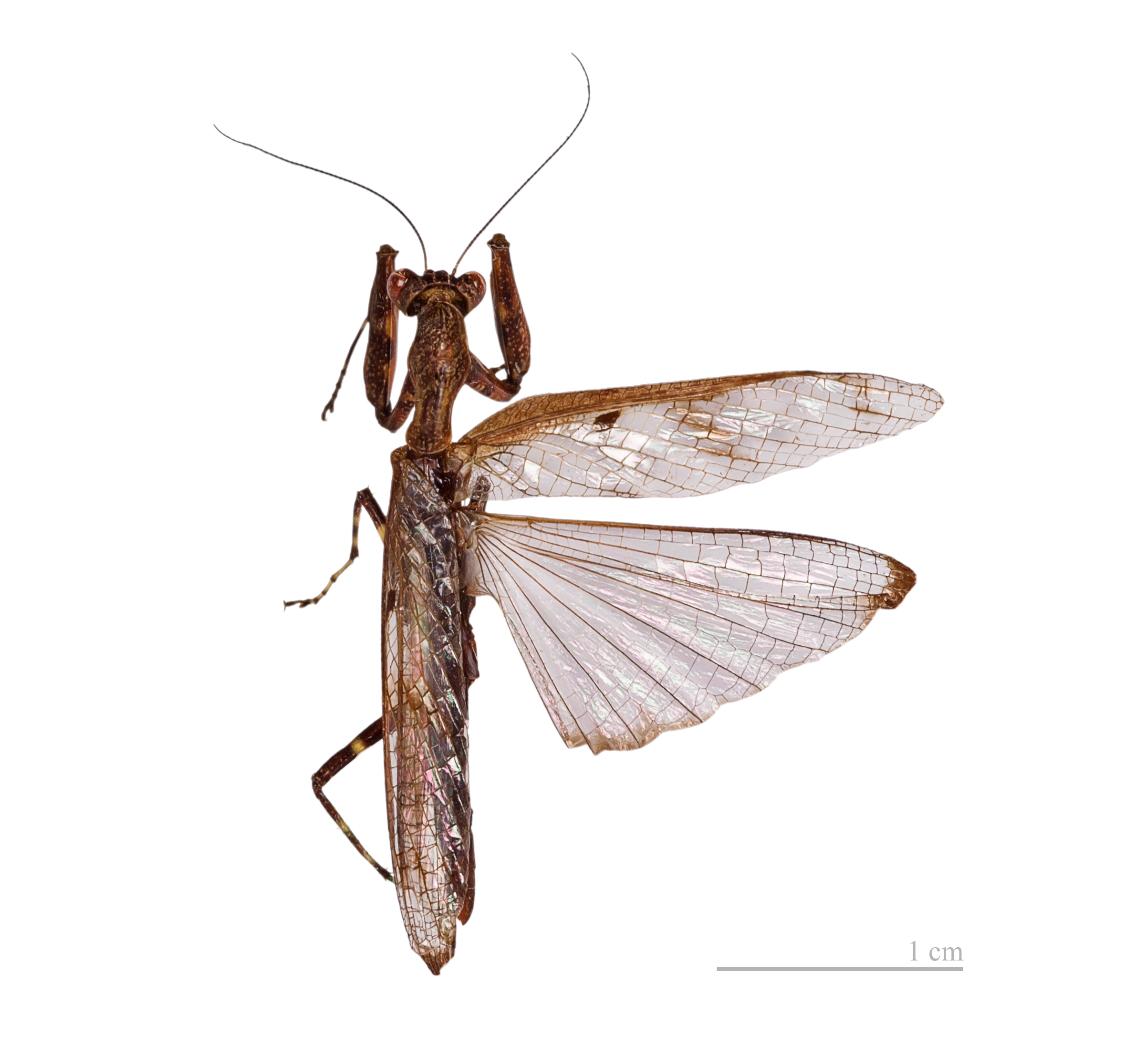
Raptrix perspicua
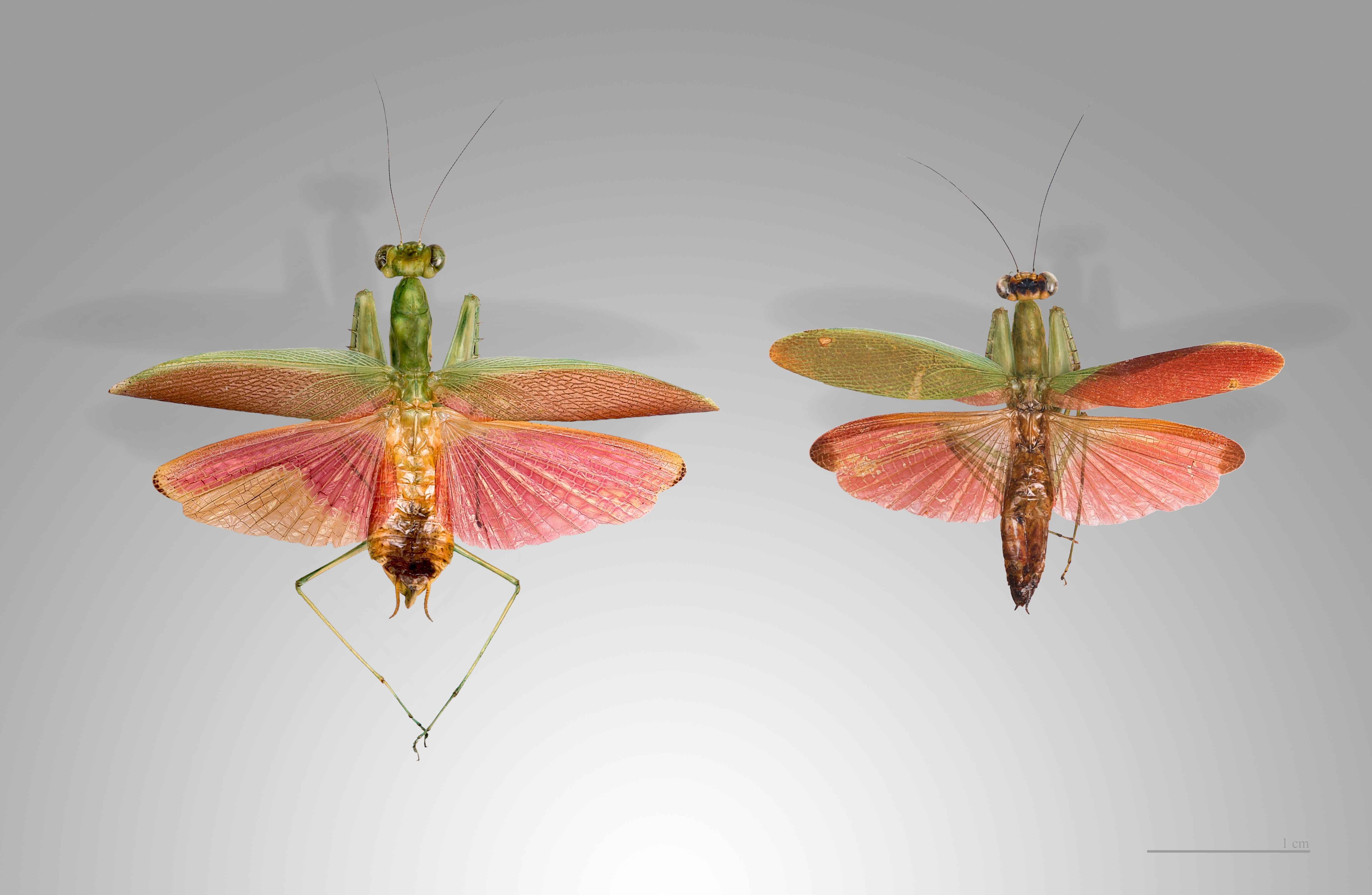
Tithrone roseipennis

## Chaeteessidae
- Chaeteessa valida (Perty, 1833)

## Liturgusidae
- Hagiomantis ornata (Stoll, 1813)
- Hagiomantis surinamensis (Saussure, 1872)

- Liturgusa annulipes (Serville, 1839)
- Liturgusa cayennensis (Saussure, 1869)
- Liturgusa mesopoda (Westwood, 1889)

## Mantidae
- Angelinae
  - Angela armata (De Haan, 1842)
  - Angela guianensis (Rehn, 1906) Angela guianensis - Muséum de Toulouse
  - Angela lemoulti (Chopard, 1910)

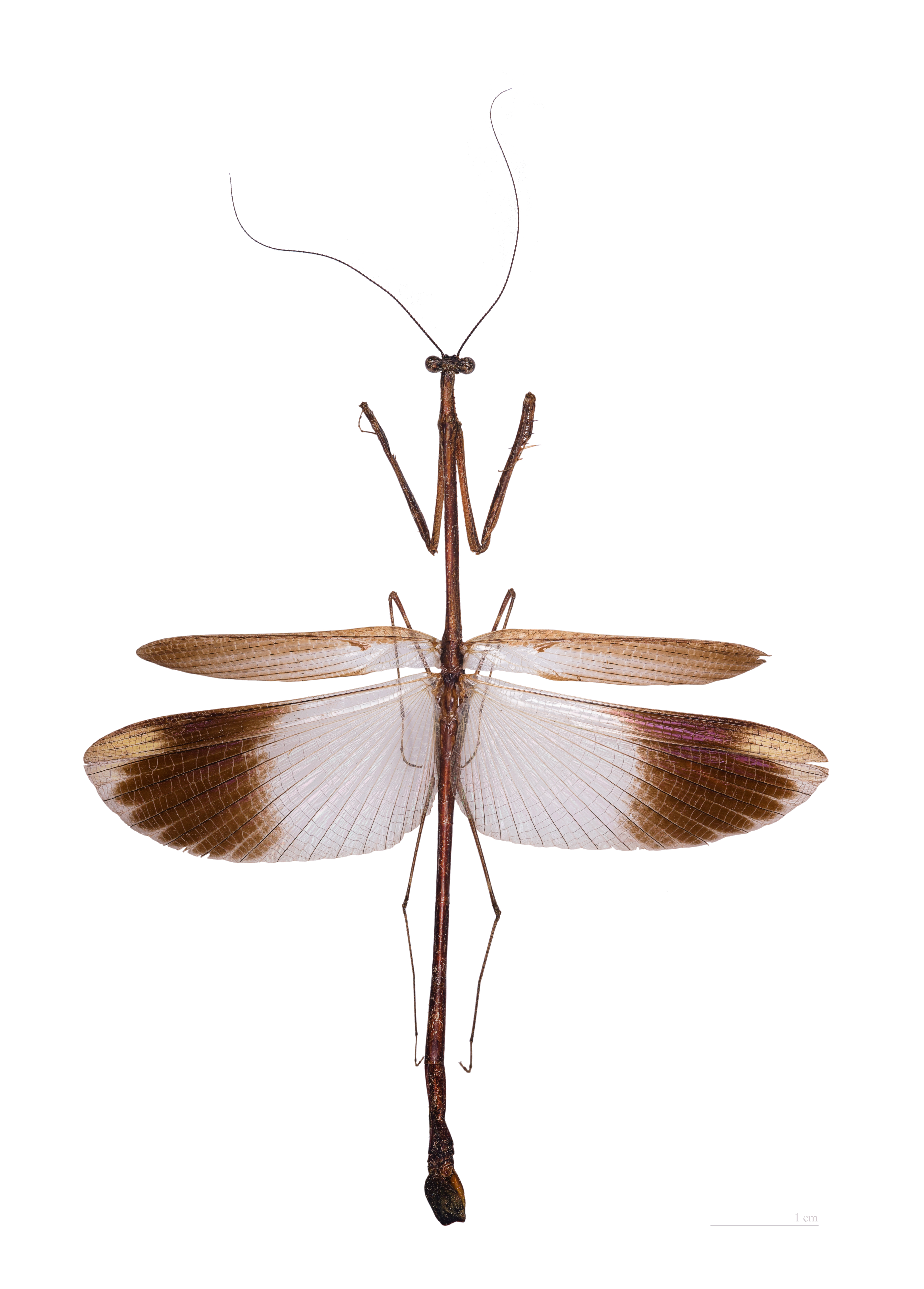
Angela guianensis - Muséum de Toulouse

  - Angela purpurascens (Olivier, 1792)
  - Angela quinquemaculata (Olivier, 1792)
  - Angela saussurii Giglio-Tos, 1927
  - Angela werneri (Chopard, 1914)

- ChoeradodinaeChoeradodis stalii Muséum de Toulouse

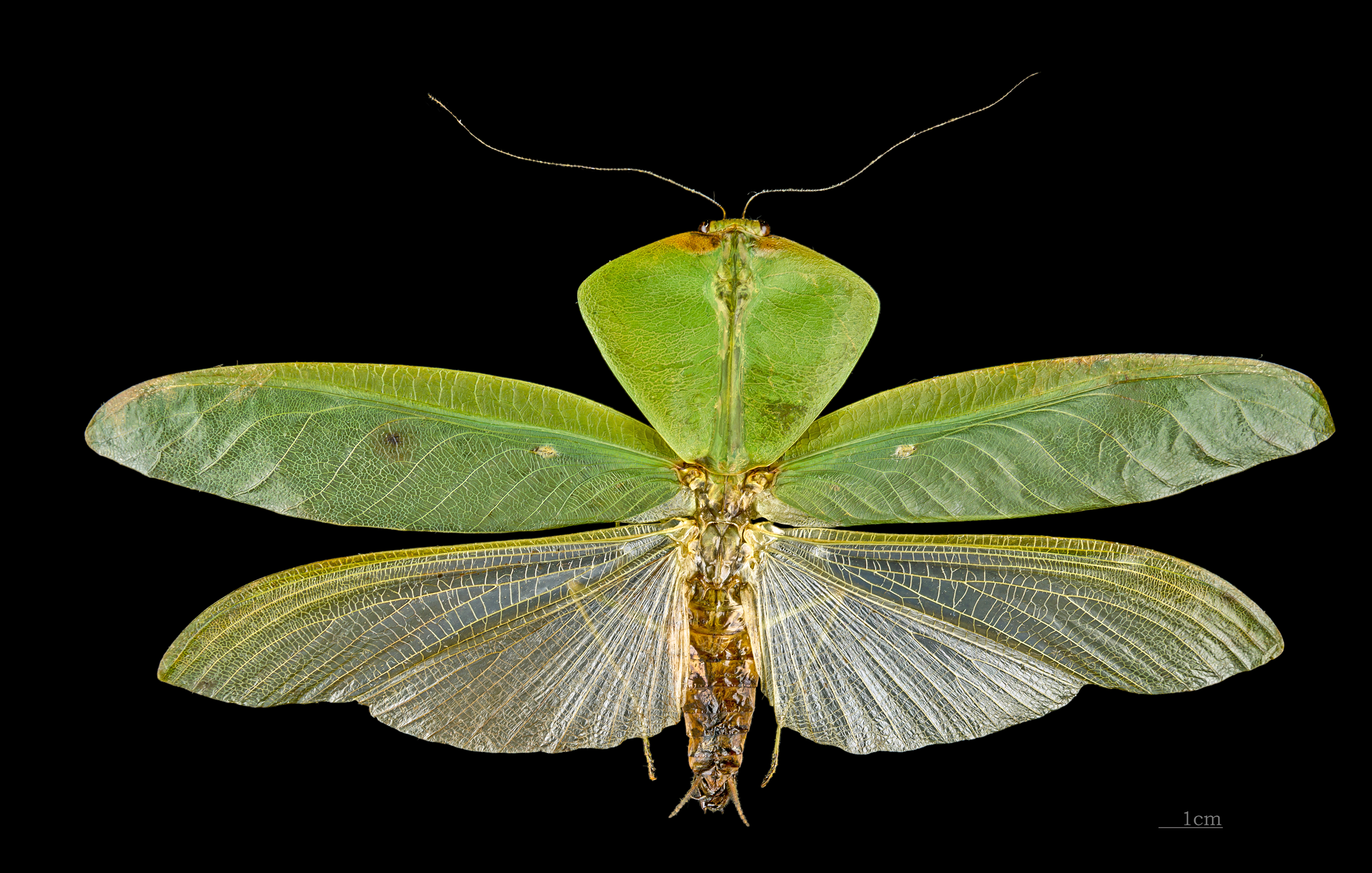
Choeradodis stalii Muséum de Toulouse

  - Choeradodis laticollis Serville, 1831
  - Choeradodis rhombicollis (Latreille, 1833)
  - Choeradodis rhomboidea (Stoll, 1813)
  - Choeradodis stalii Wood-Mason, 1880
  - Choeradodis strumaria (Linnaeus, 1758)

- Photininae
  - Cardioptera brachyptera Burmeister, 1838.
  - Cardioptera nigridens Werner, 1925
  - Hicetia goeldiana Saussure & Zehntner, 1894
  - Macromantis hyalina (De Geer, 1773)
  - Macromantis ovalifolia (Stoll, 1813)
  - Macromantis saussurei Roy, 2002
  - Metriomantis ovata Saussure & Zehntner, 1894
  - Metriomantis pilosella Giglio-Tos, 1915
  - Microphotina vitripennis (Saussure, 1872)
  - Photina amplipennis Stål, 1877
  - Photina vitrea (Burmeister, 1838)

- Stagmatopterinae
  - Oxyopsis rubicunda (Stoll, 1813)
  - Oxyopsis saussurei Giglio-Tos, 1914
  - Parastagmatoptera flavoguttata (Serville, 1839)
  - Parastagmatoptera hoorie (Caudell, 1910)
  - Parastagmatoptera serricornis (Kirby, 1904)
  - Parastagmatoptera tessellata Saussure & Zehntner, 1894
  - Pseudoxyopsis perpulchra (Westwood, 1889)
  - Stagmatoptera femoralis Saussure & Zehntner, 1894
  - Stagmatoptera flavipennis (Serville, 1839)
  - Stagmatoptera hyaloptera (Perty, 1832)
  - Stagmatoptera precaria (Linnaeus, 1758)
  - Stagmatoptera septentrionalis Saussure & Zehntner, 1894
  - Stagmatoptera supplicaria (Stoll, 1813)

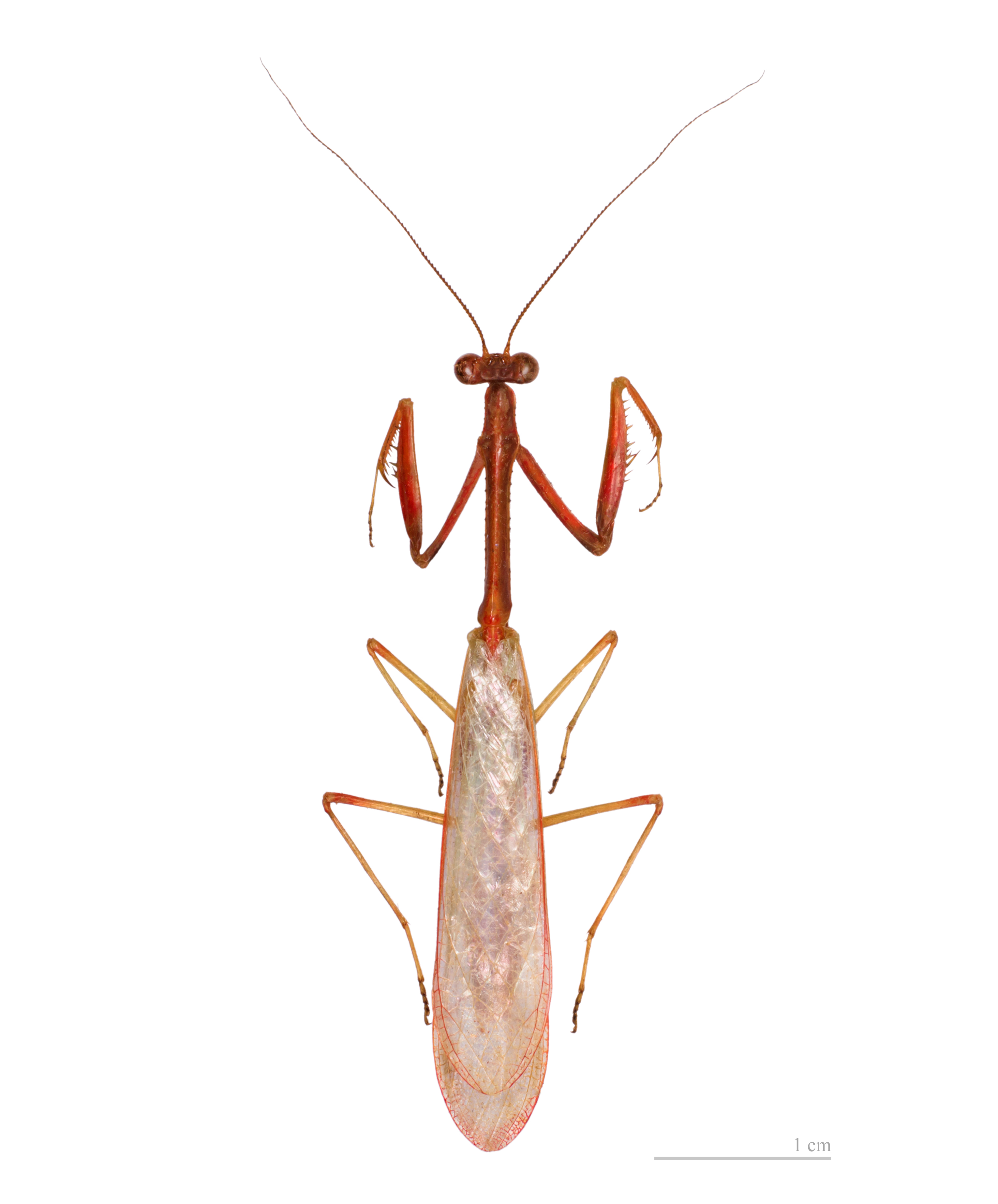
Parastagmatoptera flavoguttata - Muséum de Toulouse
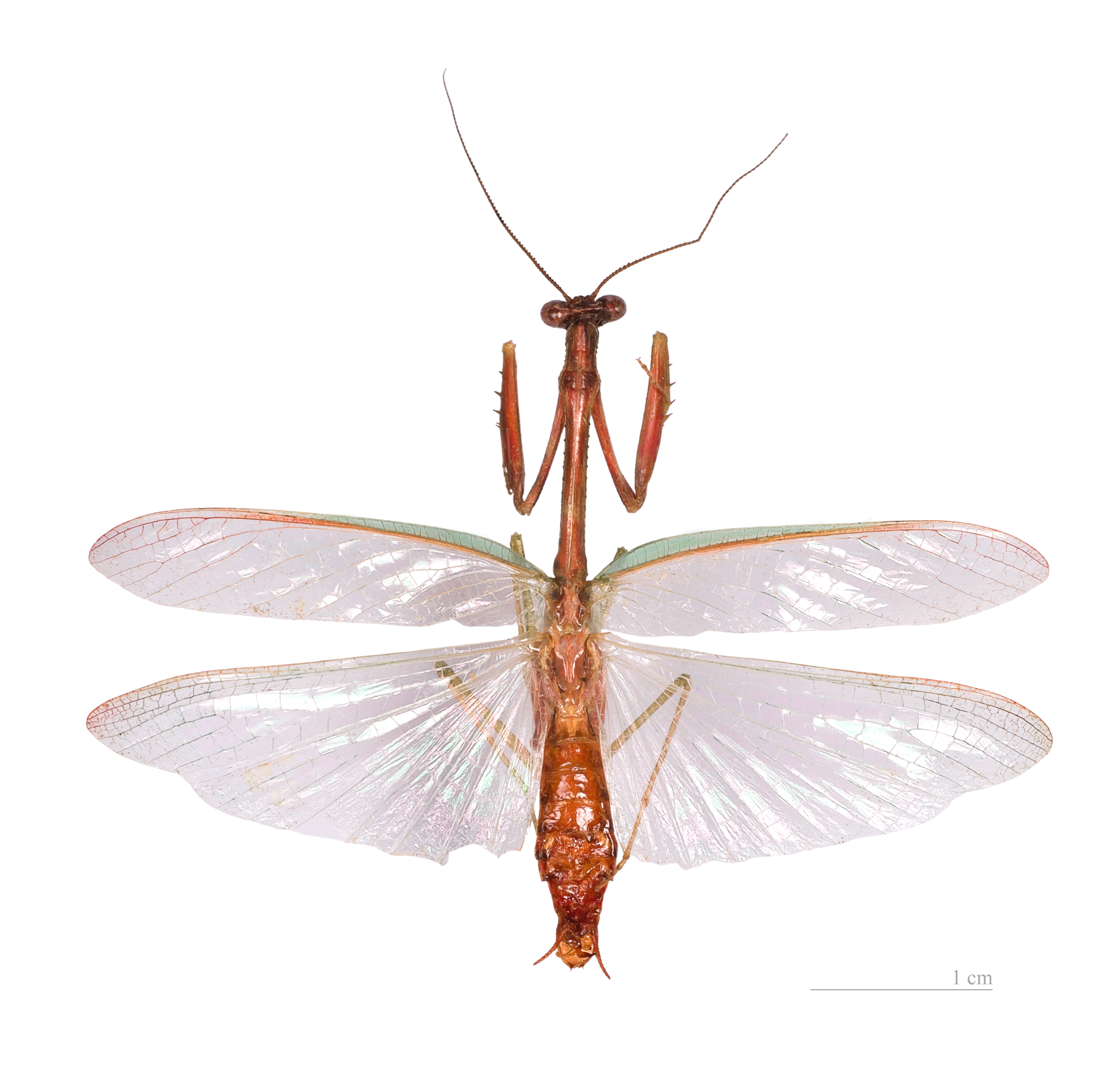
Parastagmatoptera serricornis - Muséum de Toulouse
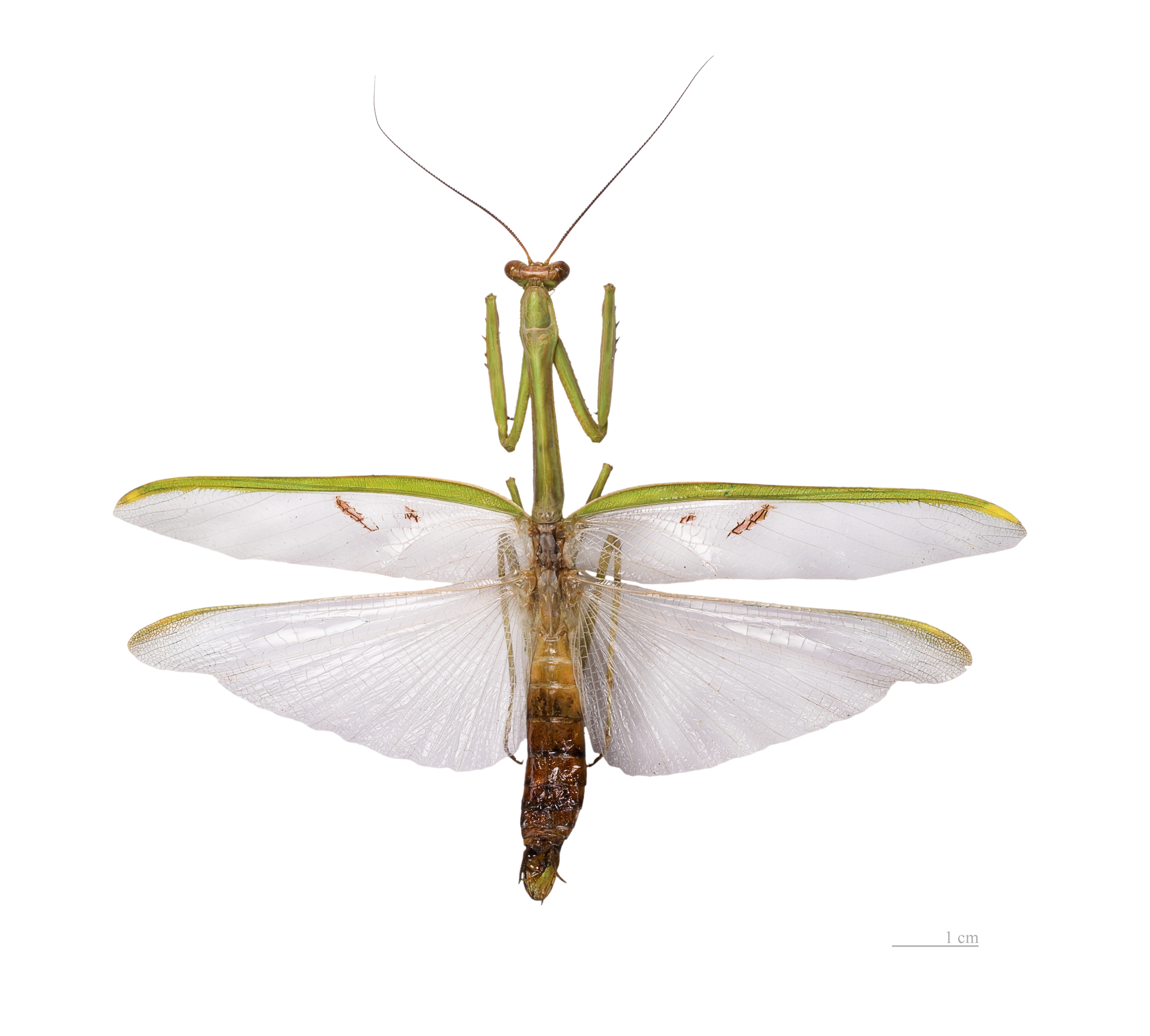
Stagmatoptera flavipennis - Muséum de Toulouse
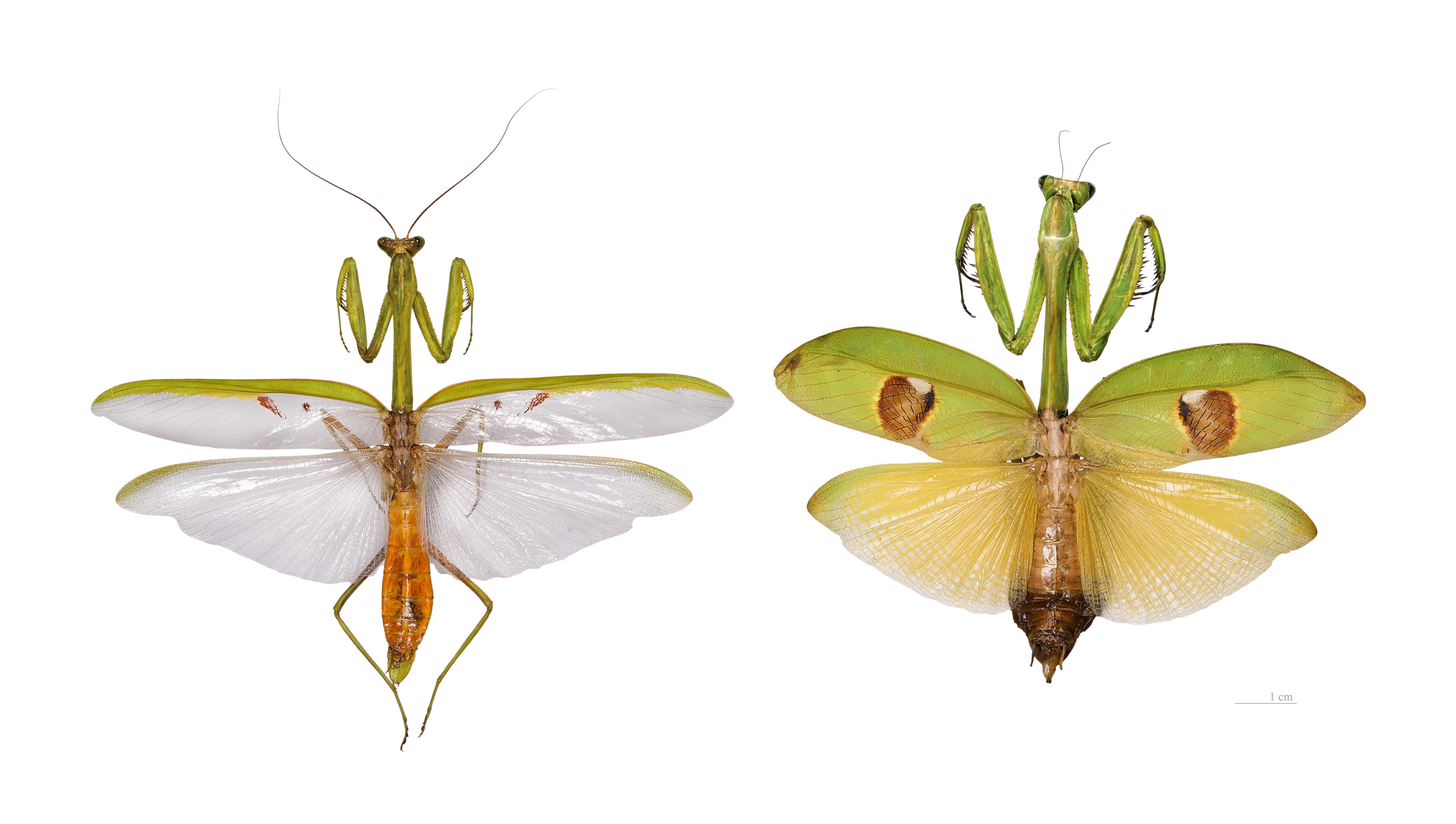
Stagmatoptera supplicaria - Muséum de Toulouse

- Stagmomantinae
  - Stagmomantis carolina (Johansson, 1763)

- Vatinae
  - Chopardiella latipennis (Chopard, 1911)
  - Phyllovates cingulata (Drury, 1773)
  - Phyllovates parallela (De Haan, 1842)
  - Phyllovates tripunctata (Burmeister, 1838)
  - Pseudovates denticulata (Saussure, 1870)
  - Vates amazonica (Westwood, 1889)
  - Vates foliata (Lichtenstein, 1802)
  - Vates lobata (Fabricius, 1798)
  - Vates multilobata (Chopard, 1910) Vates multilobata - Muséum de Toulouse

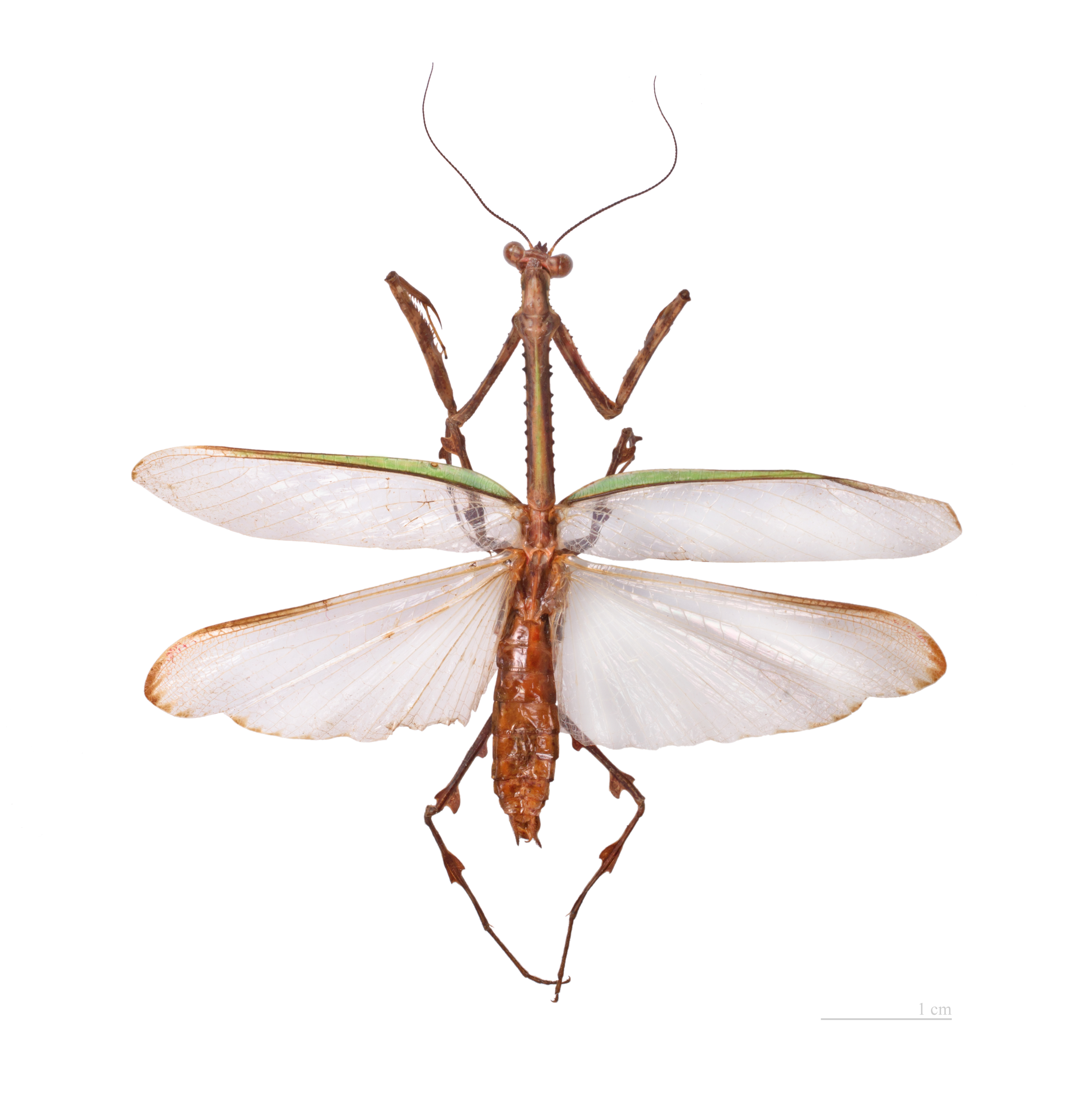
Vates multilobata - Muséum de Toulouse

  - Zoolea guerinii Giglio-Tos, 1914
  - Zoolea lobipes (Olivier, 1792)

## Mantoididae
- Mantoida brunneriana (Saussure, 1871)
- Mantoida fulgidipennis westwood, 1889

## Thespidae
- Miopteryginae
  - Promiopteryx granadensis (Saussure, 1870)

- Pseudomiopteriginae
  - Leptomiopteryx argentina Beier, 1930
  - Leptomiopteryx dispar Chopard, 1912
  - Pseudomiopteryx guyanensis Chopard, 1912
  - Pseudomiopteryx spinifrons Saussure, 1870

- Oligonicinae
  - Bantia fusca Chopard, 1912?
  - Bantiella fusca Giglio-Tos, 1915
  - Pseudomusonia maculosa (Chopard, 1912)
  - Thesprotia filum (Lichtenstein, 1796)

- Thespinae
  - Macromusonia conspersa (Saussure, 1870)
  - Macromusonia major (saussure & Zehntner, 1894)
  - Musonia lineata (Chopard, 1912)
  - Musonia surinama (Saussure, 1869)